# 1963 au Brésil
Chronologie du Brésil
- 1959
- 1960
- 1961
- 1962
- 1963
- 1964
- 1965
- 1966
- 1967

Cette page concerne des événements d'actualité qui se sont produits durant l'année 1963 au Brésil.

## Événements
- 6 janvier : le régime présidentiel est rétabli par référendum ; le premier ministre Hermes Lima quitte son poste le 24 janvier. De chef d'État d'un régime parlementaire, le président João Goulart devient alors également chef du gouvernement d'un régime présidentiel.
- 20 avril - 5 mai : les Jeux panaméricains de 1963 prennent place à São Paulo.
- 30 août au 8 septembre : l'Universiade d'été de 1963 se déroule à Porto Alegre.
- 4 décembre : homicide du Sénat brésilien : le sénateur Arnon de Melo (pt) (PDC - AL) tente de tirer sur le sénateur Silvestre Péricles (pt) (PSD - AL) mais tue le sénateur suppléant José Kairala (pt) (PSD - AC)

## Naissances
- 6 février : Cláudia Ohana, actrice et chanteuse.
- 1 mars : Douglas, joueur de football international.
- 11 mars : Marcos César Pontes, spationaute.
- 27 mars : Xuxa, actrice et chanteuse.
- 26 avril : Alexei Bueno, poète,traducteur, éditeur et critique.

## Décès
- 19 juin : Vicente Ferreira da Silva, philosophe et mathématicien (né en 1916).